# Озерки (Заводоуковський міський округ)
Озе́рки (рос. Озёрки) — селище у складі Заводоуковського міського округу Тюменської області, Росія.
Населення — 254 особи (2010, 285 у 2002).
Національний склад станом на 2002 рік:
- росіяни — 74 %